# Fluorid radonatý
Fluorid radonatý (RnF2) je sloučenina radonu, radioaktivního vzácného plynu. Radon snadno reaguje s fluorem za vzniku pevné sloučeniny, která se však při pokusu o odpaření rozkládá a její přesné složení je nejisté. Výpočty naznačují, že na rozdíl od všech ostatních známých binárních sloučenin vzácných plynů může být iontová. Užitečnost sloučenin radonu je omezená kvůli jeho radioaktivitě. Nejdéle žijící izotop, radon-222, má poločas přeměny pouhých 3,82 dne, kdy se rozpadá α-přeměnou za vzniku polonia-218.

## Příprava
Fluorid radonatý lze připravit zahřátím radonu s fluorem na 400 °C.

## Reakce
Fluorid radonatý lze při zahřívání plynným vodíkem při 500 °C redukovat na radon a fluorovodík.